# Bactris gastoniana
Bactris gastoniana är en enhjärtbladig växtart som beskrevs av João Barbosa Rodrigues. Bactris gastoniana ingår i släktet Bactris och familjen Arecaceae. Inga underarter finns listade i Catalogue of Life.